# ميشيل فايفر
ميشيل ماري فايفر (بالإنجليزية: Michelle Pfeiffer)‏ (وُلدت في 29 أبريل 1958) هي ممثلة ومنتجة أمريكية. حصلت على العديد من الجوائز، بما في ذلك جائزة غولدن غلوب، وثلاثة ترشيحات لجائزة الأوسكار.
بدأت فايفر ممارسة مهنة التمثيل في عام 1978، واضطلعت بأول دور بارز لها في الفيلم الموسيقي غريس 2 (1982). بعد أن شعرت بالإحباط إزاء أدائها دور الفتاة الجميلة على الدوام، سعت، على نحو نشط، للقيام بأعمال أكثر جدية، فحصلت على دورها الانطلاقي، عشيقةً لرجل عصابات، إلفيرا هانكوك، في فيلم الجريمة سكارفيس (الوجه ذو الندبة) (1983). حققت المزيد من النجاح بفضل الأدوار الرئيسية في فيلم الفانتازيا ذا ويتشز أوف إيستويك (السحرة من إيستويك) (1987) وفي الفيلم الكوميدي ماريد تو ذا موب (1988). حصلت أدوارها في فيلم دينجرس لييزنز (علاقات خطرة) (1988) وفيلم ذا فابيلس بيكر بويز (1989) على ترشيحين متتالين لجائزة الأوسكار، جائزة أفضل ممثلة مساعدة وجائزة أفضل ممثلة؛ كان تمثيلها دور مغنية الصالة سوزي دايموند في ذا فابيلس بيكر بويز واحدًا من أشهر أدوارها في حياتها المهنية.
أدت فايفر دور البطولة، دور المرأة القطة / سيلينا كايل، في فيلم بطل خارق للمخرج تيم بيرتون، باتمان ريترنز (عودة الرجل الوطواط) (1992)، وأعقب ذلك فوزها بجائزة الدب الفضي لأفضل ممثلة، وحصلت على ترشيحها الثالث لنيل جائزة الأوسكار عن تمثيلها دور ربة منزل مضطربة في فيلم لاف فيلد (1992). استمرت في كسب الثناء على أدائها في الأعمال الدرامية مثل فيلم ذي إيج أوف إينوسنس (عصر البراءة) (1993)، وفيلم وايت أوليندر (2002)، وفي أفلام الرعب مثل فيلم وولف (1994)، وفيلم وات لايز بينيث (ما يكمن في الأسفل) (2000). خلال هذه الفترة، أنتجت أيضًا سلسلة من الأفلام تحت إشراف شركتها الإنتاجية فيا روزا برودكشنز. بعد التوقف عن التمثيل في عام 2002، عادت فايفر مع فيلم الموسيقي هيرسبراي (مثبتات الشعر) (2007). حصلت على ترشيحها الأول لجائزة إيمي لتمثيلها دور روث مادوف في العمل التلفزيوني، التابع لشركة إتش بي أو، ذا ويزرد أوف لايز (2017)، ثم شاركت في عرض فيلم ميردر أون ذي أوريانت إكسبرس (جريمة في قطار الشرق السريع) (2017)، وظهرت لأول مرة في سلسلة أفلام عالم مارفل السينمائي بدور شخصية جانيت فان دين في فيلم آنت مان آند ذا واسب (الرجل النملة والدبورة) (2018).

## نشأتها وتعليمها
ولدت ميشيل فايفر لأب من أصول ألمانية وأم من أصول سويسرية، في سانتا آنا في كاليفورنيا وترعرعت في ميدواي سيتي Midway City في مقاطعة أورانج كاونتي والتي تبعد 30 ميلا جنوب شرق لوس أنجلوس.
تلقت ميشيل فايفر تعليمها في مدرسة فيستافيو الإعدادية Vista View Middle School ثم في مدرسة فاونتن فالي الثانوية Fountain Valley High School ثم في ثانوية ماتر داي Mater Dei حيث تخرجت منها عام 1976.
درست لمدة سنة واحدة في كلية مجتمع جولدن وست Golden West Community College ككاتبة اختزال ومن ثم تركت الكلية وقررت أن تصبح ممثلة. فازت بلقب ملكة جمال مقاطقة أورانج كاونتي عام 1978 ومن ثم اشتركت في مسابقة ملكة جمال كاليفورنيا، ومع أنها لم تفز إلا أن هذه المشاركة مكنتها من الحصول على مدير أعمال والذي بدوره حصل لها على أدوار في بعض الإعلانات التلفزيونية وأدوارا صغيرة في بعض الأفلام والمسلسلات.

## مشوارها السينمائي
مثلت ميشيل فايفر أول دور رئيسي لها عام 1982 في فيلم (Grease 2) ولكن أول دور رئيسي مهم لها والذي جلب لها الانتباه ووضعها في مصاف أوائل الممثلات كان دور البطولة إلى جانب آل باتشينو في فيلم العصابات الكلاسيكي سكارفيس عام 1983 ثم مثلت بعدها في عدد من الأفلام التي لاقت نجاحا كبيرا مثل (Ladyhawke ) و(The Witches of Eastwick) و(Married to the Mob) وعقول خطرة وبالطبع دورها الشهير كالمرأة القطة Catwoman في فيلم عودة باتمان.
فازت بجائزة الأكاديمية البريطانية عام 1988 عن فيلم (Dangerous Liaisons) وترشحت لأول مرة لجائزة الأوسكار عن هذا الدور، ثم فازت بجائزة الدب الفضي في مهرجان برلين السينمائي عام 1993 عن فيلم (Love Field). من الأدوار الشهيرة التي رفضتها ميشيل فايفر هو دور الطبيبة النفسية كلاريس في الفيلم الشهير صمت الحملان حيث ظنت أنه فيلم عنيف جدا ولم يرق لها أن الشر ينتصر على الخير في النهاية. وقد حصلت بدلا عنها جودي فوستر على الدور وفازت عنه بجائزة الأوسكار. في عام 1989 قامت بدور سوزي دياموند في فيلم (The Fabulous Baker Boys) وترشحت عنه لجلئزة الأوسكار مرة ثانية، أدائها بأداء بعض ممثلات هوليوود العظيمات مثل مارلين مونرو وريتا هيوورث وكاثرين هيببورن. وفي عام 1992 مثلت في فيلم (Love Field) وترشحت عنه لجائزة الأوسكار مرة ثالثة. وفي عام 1995 حصلت ميشيل فايفر على جائزة امرأة العام (بالإنجليزية: Hasty Pudding Woman of the Year)‏ والتي تمنحها جامعة هارفارد. وتعطى هذه الجائزة للممثلات اللاتي تركن أثرا دائما وواضحا في عالم التمثيل.
ومنذ ذلك الحين حافظت ميشيل فايفر على مركزها كواحدة من أفضل الممثلات السينمائيات في هوليوود بالرغم من قلة عدد أعمالها في السنوات الأخيرة. في عام 2000 شاركت الممثل هاريسون فورد في دور البطولة في أحد أكثر الأفلام إيرادا لذلك العام وهو فيلم (What Lies Beneath) وفي عام 2001 مثلت في فيلم (White Oleander) وقد رشّحت لهذا الدور للحصول على جائزة نقابة ممثلي الشاشة، كأفضل ممثلة في دور مساعد.

## حياتها الخاصة
تزوجت ميشيل فايفور من الممثل بيتر هورتون عام 1981 إلا أنهما تطلقا عام 1988، وواعدت بعده عددا من الممثلين مثل فال كيلمر وجون مالكوفيتش ومايكل كيتون ثم في عام 1993 تزوجت الكاتب والمنتج العروف ديفيد إي كيلي David E. Kelley وقبل عام من زواجها من ديفيد كيلي قامت ميشيل فايفر بتبني طفلة اسمها كلوديا روز وقام ديفيد كيلي بعد الزواج بتبني كلوديا روز أيضا. وفي عام 1994 رزقت ميشيل فايفر وديفيد كيلي بابن اسمياه جون هنري.
تم اختيارها كواحدة من أجمل 50 شخص على مستوى العالم من قبل مجلة People Magazine. في أعوام 1991 و1992 و1993 و1996.

## الجوائز
هذه قائمة ببعض أهم الجوائز التي فازت بها أو ترشحت لها ميشيل فايفر:
| السنة | اسم الفيلم              | الجائزة          | ملحوظات |
| ----- | ----------------------- | ---------------- | ------- |
| 1992  | Love Field              | الأوسكار         | ترشحت   |
| 1990  | The Fabulous Baker Boys | الأوسكار         | ترشحت   |
| 1989  | Dangerous Liaisons      | الأوسكار         | ترشحت   |
| 1993  | Love Field              | جائزة الدب الفضي | فازت    |
| 1994  | The Age of Innocence    | الغولدن غلوب     | ترشحت   |
| 1993  | Love Field              | الغولدن غلوب     | ترشحت   |
| 1992  | Frankie and Johnny      | الغولدن غلوب     | ترشحت   |
| 1991  | The Russia House        | الغولدن غلوب     | ترشحت   |
| 1990  | The Fabulous Baker Boys | الغولدن غلوب     | فازت    |
| 1989  | Married to the Mob      | الغولدن غلوب     | ترشحت   |

وغيرها الكثير. القائمة الكاملة هنا

## فيلموغرافيا

### الأفلام
| السنة | العنوان                                                     | الدور                     | المخرج                                | ملاحظات              |
| 1980  | ذا هوليوود نايتس (فرسان هوليود)                             | سوزي كيو                  | فلويد ميوتركس                         | أول ظهور سينمائي     |
| 1980  | فالينغ إن لاف أغين (الوقوع في الحب مجددًا)                   | سو ويلينغتون              | ستيفن باول                            |                      |
| 1981  | تشارلي تشان آند ذا كيرس أوف ذا دراغون كويين                 | كورديليا فرانينغتون       | كلايف دونر                            |                      |
| 1982  | غريس 2                                                      | ستيفاني زينون             | باتريسيا بيرش                         |                      |
| 1983  | سكارفيس (الوجه ذو الندبة)                                   | إلفيرا هانكوك             | براين دي بالما                        |                      |
| 1985  | إنتو ذا نايت (في الليل)                                     | دايانا                    | جون لانديز                            |                      |
| 1985  | ليديهوك                                                     | إيزابو دانجو              | ريشارد دونر                           |                      |
| 1986  | سويت ليبرتي                                                 | فيث هيلي                  | ألن ألدا                              |                      |
| 1987  | ذا ويتشز أوف إيستويك (السحرة من إيستويك)                    | سوكي ريدجمونت             | جورج ميلر                             |                      |
| 1987  | أمازون وومِن أون ذا مون                                      | بريندا لاندرز             | جون لانديز                            | فقرة: «المستشفى»     |
| 1988  | ماريد تو ذا موب                                             | أنجيلا دي ماركو           | جوناثان ديم                           |                      |
| 1988  | تاكيلا صن رايز                                              | جو آن فاليناري            | روبرت تاون                            |                      |
| 1988  | دينجرس لييزنز(علاقات خطرة)                                  | السيدة ماري دي تورفيل     | ستيفن فريرز                           |                      |
| 1989  | ذا فابيلس بيكر بويز                                         | سوزي دايموند              | ستيف كلوفس                            |                      |
| 1990  | البيت الروسي                                                | كاتيا أورلوفا             | فرد شبيسي                             |                      |
| 1991  | فرانكي آند جوني                                             | فرانكي                    | غاري مارشال                           |                      |
| 1992  | باتمان ريترنز (عودة الرجل الوطواط)                          | سيلينا كايل/ المرأة القطة | تيم برتون                             |                      |
| 1992  | لاف فيلد                                                    | لورين هاليت               | جوناثان كابلان                        |                      |
| 1993  | ذي إيج أوف إينوسنس (عصر البراءة)                            | الكونتيسة إلين أولينسكا   | مارتن سكورسيزي                        |                      |
| 1994  | وولف                                                        | لورا ألدن                 | مايك نيكولز                           |                      |
| 1995  | دينجرس مايند (عقول خطرة)                                    | لوان جونسون               | جون إن. سميث                          |                      |
| 1996  | أب كلوس آند بيرسونال (شخصي وعن قرب)                         | سالي «تالي» أتواتر        | جون أفنيت                             |                      |
| 1996  | تو جيليان أون هير بيرثداي 37 (إلى جيليان في عيد ميلادها 37) | جيليان لويس               | مايكل بريسمان                         |                      |
| 1996  | ون فاين داي (يوم جيد)                                       | ميلاني باركر              | مايكل هوفمان                          |                      |
| 1997  | أ ثاوزند أكرس (ألف فدان)                                    | روز كوك لويس              | جوكلين مورهوس                         |                      |
| 1998  | ذا برنس أوف إيجيبت (أمير مصر)                               | صفورة                     | بريندا تشامب مان ستيف هيكنر سيمون ولز |                      |
| 1999  | ذا ديب إند أوف ذا أوشن (النهاية العميقة للمحيط)             | بيث كابادورا              | أولو غروسبارد                         |                      |
| 1999  | أ ميد سمر نايتس دريم (حلم ليلة منتصف الصيف)                 | تيتانيا                   | مايكل هوفمان                          |                      |
| 1999  | ذا ستوري أوف أس (قصتنا)                                     | كاتي جوردان               | روب راينر                             |                      |
| 2000  | وات لايز بينيث (ما يكمن في الأسفل)                          | كلير سبنسر                | روبرت زيميكس                          |                      |
| 2001  | آيام سام (أنا سام)                                          | ريتا هاريسون وليامز       | جيسي نيلسون                           |                      |
| 2002  | وايت أوليندر                                                | انغريد ماغنسن             | بيتر كوزمينسكي                        |                      |
| 2003  | سينباد: ليجند أوف سفن سيز (سندباد: أسطورة البحار السبعة)    | إريس                      | تيم جونسون باتريك غيلمور              | أداء صوتي            |
| 2007  | آي كود نفر بي يور وومَن (لا يمكن أن أكون امراتك)             | روزي هانسن                | إيمي هيكرلينج                         |                      |
| 2007  | هيرسبراي (مثبتات الشعر)                                     | فيلما فون تاسل            | آدم شانكمان                           |                      |
| 2007  | ستاردست                                                     | ليميا                     | ماثيو فون                             |                      |
| 2009  | بيرسونال إفيكتس                                             | ليندا                     | دايفيد هولاندر                        |                      |
| 2009  | شيري                                                        | لي دي لونفال              | ستيفن فريرز                           |                      |
| 2011  | نيو ييرز إيف                                                | انغرد ويذرز               | غاري مارشال                           |                      |
| 2012  | دارك شادوز (الظلال الداكنة)                                 | إليزابيث كولينز ستودارد   | تيم برتون                             |                      |
| 2012  | بيبول لايك أس (أشخاص مثلنا)                                 | ليلين هاربر               | أليكس كورتزمان                        |                      |
| 2013  | ذا فاميلي (العائلة)                                         | ماغي بليك                 | لوك بيسون                             |                      |
| 2017  | وير إز كيرا؟ (أين كيرا؟)                                    | كيرا جونسون               | أندرو دوسونمو                         |                      |
| 2017  | ماذر! (أم!)                                                 | وومَن (المرأة)             | دارين أرنوفسكي                        |                      |
| 2017  | ميردر أون ذي أوريانت إكسبرس (جريمة في قطار الشرق السريع)    | كارولين هوبارد            | كينيث براناه                          |                      |
| 2018  | آنت مان آند ذا واسب (الرجل النملة والدبورة)                 | جانيت فان دين             | بيتن ريد                              |                      |
| 2019  | أفنجرز: إندغيم (المنتقمون: نهاية اللعبة)                    | جانيت فان دين             | الأخوان روسو                          |                      |
| 2019  | مالفيسنت: مسترِس أوف إيفل                                    | الملكة انغريث             | يواكيم رونينغ                         |                      |
| 2020  | فرنش إكزت                                                   | فرانسيس برايس             | آزازل جاكوبس                          | مرحلة ما بعد الإنتاج |

## روابط خارجية
- ميشيل فايفر على موقع IMDb (الإنجليزية)
- ميشيل فايفر على موقع ميتاكريتيك (الإنجليزية)
- ميشيل فايفر على موقع الموسوعة البريطانية (الإنجليزية)
- ميشيل فايفر على موقع روتن توميتوز (الإنجليزية)
- ميشيل فايفر على موقع مونزينجر (الألمانية)
- ميشيل فايفر على موقع قاعدة بيانات الأفلام العربية
- ميشيل فايفر على موقع ألو سيني (الفرنسية)
- ميشيل فايفر على موقع ميوزك برينز (الإنجليزية)
- ميشيل فايفر على موقع تيرنر كلاسيك موفيز (الإنجليزية)
- ميشيل فايفر على موقع أول موفي (الإنجليزية)
- قالب:HWOF
- الموقع الرسمي
- صفحة ميشيل فايفر في موقع TV.com